# Soumaya Naamane Guessous
Soumaya Naamane Guessous là một nhà xã hội học người Ma-rốc, nhà vô địch về quyền của phụ nữ và là một nhà phỉnh bút.
Bà được biết đến như là tác giả của cuốn sách Au-delà de toute pudeur, xuất bản lần đầu năm 1988, về đời sống tình dục của phụ nữ Ma-rốc. Dựa trên nghiên cứu học thuật của Naamane Guessous vào những năm 1980 trong số 500 phụ nữ thuộc các tầng lớp xã hội và lứa tuổi khác nhau, cuốn sách đã sớm trở thành cuốn sách bán chạy nhất ở Morocco, bán được 40.000 bản trong 5 năm và được mệnh danh là "một cuộc cách mạng nhỏ" trong thời kỳ Pháp, quan sát rằng "lần đầu tiên một" người phụ nữ đàng hoàng ", một người Hồi giáo, gọi một cuộc diễu hành là một cuộc diễu hành".
Bà tốt nghiệp chuyên ngành bác sĩ xã hội học tại Đại học Paris VIII và giảng dạy tại Faculté des Lettres et des Science Humaines của Ben M'Sick, một phần của Đại học Hassan II ở Casablanca. Bà đã thực hiện nghiên cứu sâu rộng về quyền của phụ nữ, luật gia đình, đời sống tình dục của phụ nữ và điều kiện xã hội của những bà mẹ đơn thân.
Naamane Guessous đã phát động một chiến dịch truyền quyền công dân Ma-rốc của người mẹ cho con của mình, tố cáo trên báo chí về việc thiếu quyền đó. Bộ luật Dân sự cuối cùng đã được sửa đổi vào năm 2007  Bà thường xuyên viết các chuyên mục và bài tiểu luận cho các tạp chí phụ nữ Ma-rốc, như Femmes du Maroc, Ousra, Citadine, Famille Actuelle  và gần đây là illi. Các bài viết của bà cũng xuất hiện trên tạp chí M'Sur của Tây Ban Nha.
Bà đã được bổ nhiệm là Hiệp sĩ của Légion d'Honneur vào năm 2005. Bà đã kết hôn với bác sĩ và nhà nhân chủng học người Ma-rốc Chakib Guessous.

## Tác phẩm
- Au-delà de toute pudeur; La Sexualité nữ tính au Maroc (1988) (Casablanca: Eddif, tái bản lần thứ 10., 1997, 280 trang.)
- Printemps et Automne sexuel (2000)
- Grossesses de la honte (2011) avec Chakib Đoán
- Nous les femmes, vous les hommes! (2013)

## liên kết ngoài
- L'oeil de Soumaya trên tạp chí illi
- Femmes du Maroc
- M'Sur